# 卡斯蒂尔福尔特
卡斯蒂尔福尔特，是西班牙卡斯蒂利亚-拉曼恰瓜达拉哈拉省的一个市镇。总面积34平方公里，总人口50人（2001年），人口密度1人/平方公里。